# Ofos
Els ofo o ofogoula, també coneguts com a mosopelea, eren una tribu ameríndia que parlava l'ofo, una llengua siouan relacionada amb la llengua biloxi i el tutelo. El significat del seu nom es desconeix, però potser procedeix d'una llengua algonquina. Alguns ho han interpretat com a Ofi okla "gent del gos". També els anomenaren ouesperie, ossipe o ushpee.

## Localització
Ocupaven un territori entre els actuals estats d'Arkansas i Mississipi, al baix Yazoo, juntament amb els indis yazoo i koroa. Més tard s'establiren amb els tunica a Louisiana.

## Demografia
Cap al 1700 es creia que el seu poblat tenia 12 cabanes, però la Page du Pratz afirmà que el 1758 en tenien 60 i que disposaven de 15 guerrers, que havien baixat a 12 el 1784.

## Història
Segons el mapa francès de Jean-Baptiste-Louis Franquelin de 1684 els mosopelea tenien vuit viles, de les quals no se'n conserva el nom just al nord del riu Ohio, entre els rius Muskingum i Scioto, a l'actual estat d'Ohio. Formava part del territori de la cultura del Mississippí, que s'estenia al llarg del riu Ohio i els seus afluents. Eren coneguts com a constructors de monticles.
A mitjans del segle xvii s'establiren a Ohio junt als quapaw, però cap al 1673, empentats pels iroquesos deixaren el territori al SO de l'Ohio i cap al 1686 s'establiren a Cumberland junt als taensa. Franquelin notà que les viles del mapa eren "destruïdes". La Salle registrà que els ofo o mosopelea eren entre les tribus conquerides pels seneca i altres nacions de la Confederació Iroquesa en la dècada de 1670 durant les Guerres dels Castors. En 1673, Marquette, Joliet, i altres exploradors francesos trobaren que els ofo havien emigrat al baix Mississipi.
El 1690 foren visitats pel francès Henri de Tonti, qui els anomenà chonque, el 1699 per Iberville, i en el mapa de Coxe (1741) els anomena ouesperie (corrupció de mosopelea). Foren aliats dels natchez, amb qui van viure un temps, i tunica contra els francesos, però quan els yazoo i koroa donaren suport a la revolta natchez, es posaren de part dels francesos com els tunica.
Les guerres del segle xviii els delmaren. Del 1739 al 1758 s'establiren vora Fort Rosalie. El 1784 la seva vila era al marge oest del Mississippi, a vuit milles de Point Coupée, i a poc a poc foren absorbits pels tunica. No se'n va saber res més d'ells fins que el 1908 en fou trobat el darrer supervivent i parlant de la seva llengua entre els tunica vora Marksville (Louisiana).
Avui els seus descendents estan inscrits en la tribu reconeguda federalment Tunica-Biloxi i tenen una reserva a la Parròquia d'Avoyelles, Louisiana. Parlen anglès o francès com a primera llengua.